# Aziz Corr Nyang
Aziz Corr Nyang (ur. 27 sierpnia 1984 w Bandżulu) – piłkarz gambijski grający na pozycji pomocnika. Od lata 2013 roku jest zawodnikiem klubu Valletta FC.

## Kariera klubowa
Nyang niemal całą dotychczasową profesjonalną karierę spędził w Szwecji. Występował kolejno w IFK Lidingö, Djurgårdens IF, Åtvidabergs FF, Tyresö FF, Assyriska FF, GIF Sundsvall i IF Brommapojkarna. Od lata 2013 roku jest zawodnikiem klubu Valletta FC.

## Kariera reprezentacyjna
W reprezentacji Gambii zadebiutował w 2002 roku.